# Ľubovňanská vrchovina

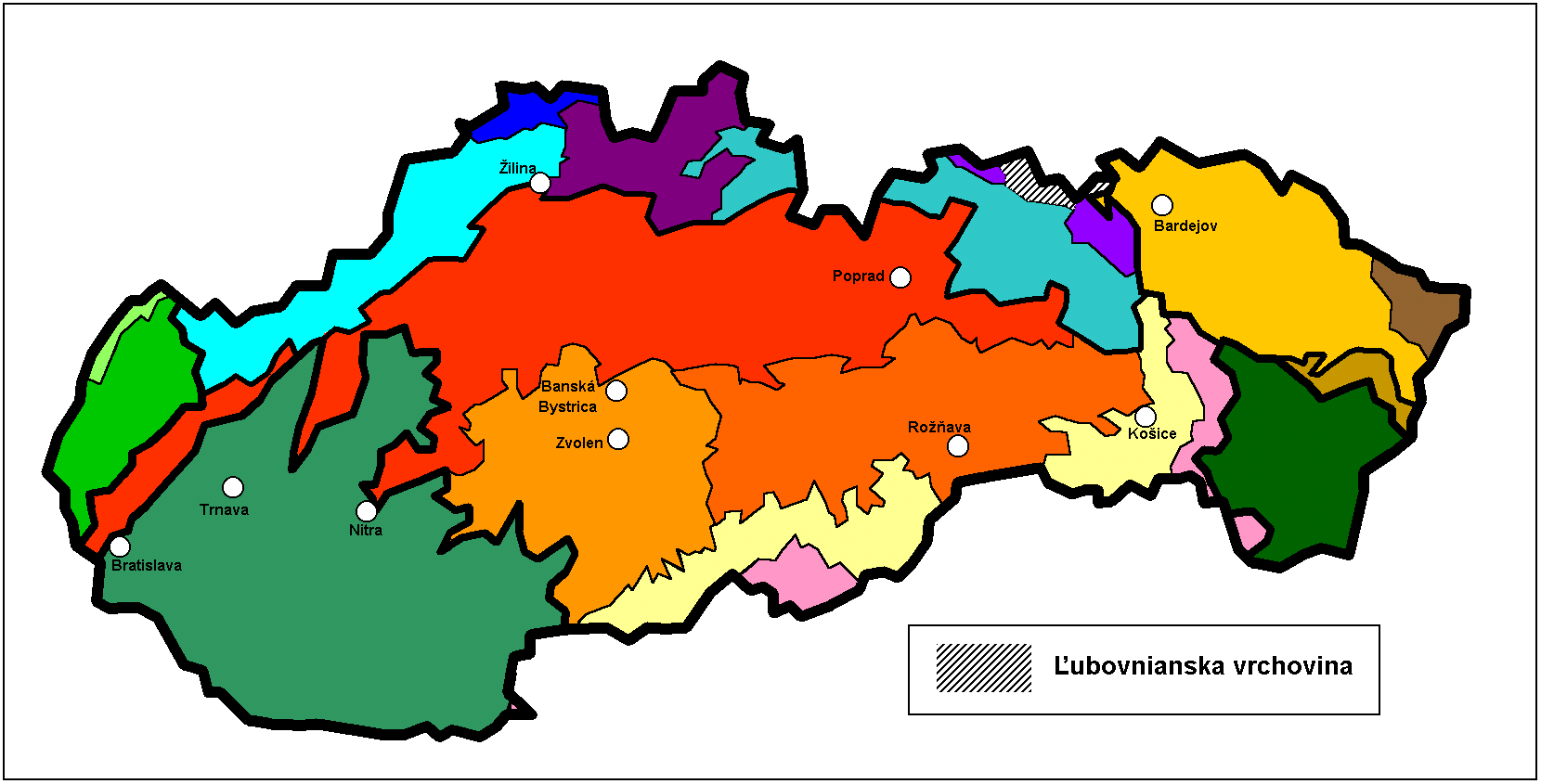
Poloha

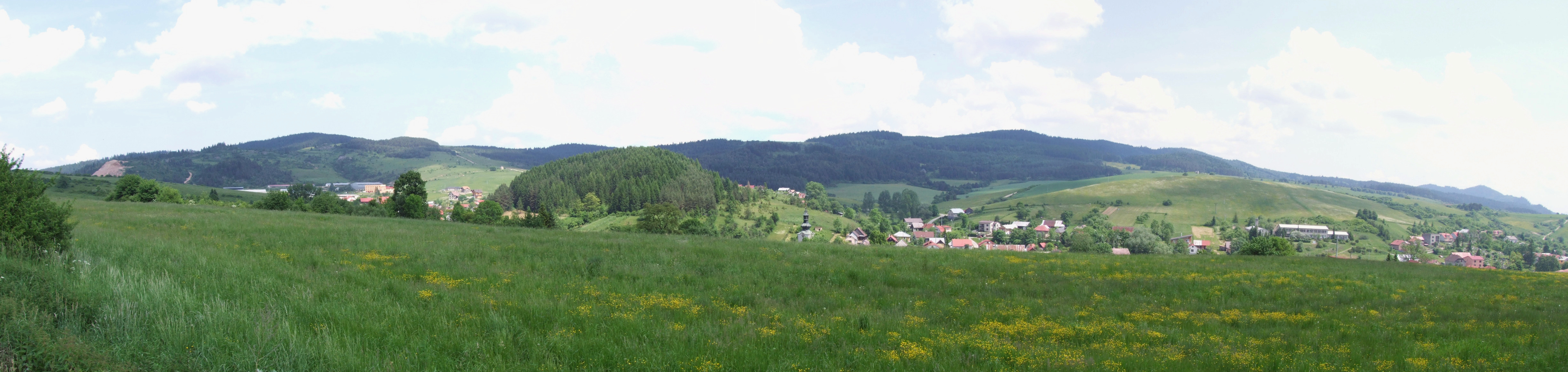
Ľubovnianská vrchovina

Ľubovnianská vrchovina je flyšové pohoří na severu východního Slovenska. Jde o součást oblasti Východní Beskydy subprovincie Vnější Východní Karpaty.

## Popis
Na západě hraničí s Pieninami, na jihu se Spišsko-šarišským mezihořím a Čergovem a na východě s Ondavskou vrchovinou. Geomorfologický celek je na území Slovenska rozdělen dolinou Popradu v Spišsko-šarišském mezihoří na větší západní a menší východní část. Severní hranici tvoří státní hranice s Polskem, přičemž hranici tvoří v západní části pohoří i řeka Poprad.
Ľubovnianská vrchovina dosahuje maximální nadmořskou výšku na vrcholu Eliášovky (1023.4 metrů nad mořem) v severozápadní okrajové části pohoří (na slovensko-polské hranici). Další vrcholy s výškou nad 800 metrů uvádí Seznam vrcholů v Ľubovnianské vrchovině. Hlavní hřeben vede z Eliášovky přes Medvedelici, sedlo Vabec, Široký vrch, Sulínské sedlo na Sliboň. Ve východní části pohoří přechází po hlavním hřebeni státní hranice v linii Obručné - Nad dolinkou - Kamenný hrb - Pustá - Javor - Kurovské sedlo - Polianka - Dzielec (v Polsku).
Vodními toky v údolích je pohoří rozděleno na menší rozsochy, jde především o potoky: Veľký Lipník, Hraničná, Pálenický jarok, Pasterník Lipník, Kurovec a další. U obce Sulín vyvěrá pramen minerální vody Sulínka.